# 三人のふとっちょ
『三人のふとっちょ』（さんにんのふとっちょ、Три толстяка）は、ソ連の作家ユーリイ・オレーシャによる児童文学作品。1928年に発表された。

## 概要と解説
本作はロシア革命からほどない時期に発表された作品で、この童話と、前年に記された短篇『羨望』により、作者オレーシャの名声は世に知らしめられることとなった。1930年にアナトリー・ルナチャルスキーの批評によると、E.T.A.ホフマンの幻想との接近がこの作より感じられるといい、革命に対する知識人や芸術家のありかたが描写されているという。
オレーシャはファンタジーの手法により、少年少女に革命の意味を伝え、人間らしい生活及び労働の意味について問いかけている。また、歯切れのよい簡潔な表現を駆使するという、詩人であり戯曲作家でもあった作者の才能が存分に発揮された作であるとも言える。
作者自身によって脚色された脚本が、芸術座を始め、たくさんの児童劇場で何度も上演されるようになり、ボリショイ劇場でバレーとしても公演されている。しかし、その後ソヴィエト連邦国内では長らく再版されず、劇の上演も控えられていたが、スターリン没後の1950年代になり再評価されている。1960年には映画化されている。
この作品の日本出版にあたり、オレーシャと親交のあったコルネイ・チュコフスキーはわがことのように喜んだという。また、コンスタンチン・パウストフスキーは、第二世界大戦中の爆撃の中。オレーシャが敵機の接近のたびに、作中に現れる「星の広場」の「星」のモデルとなったランプの破壊を恐れていたとも語っている。

## あらすじ
6月のある火曜日の晴れた日、学者のアルネリは、郊外の「三人のふとっちょ」の宮殿のあたりへ植物採集に出かけたところ、街で発生した革命騷ぎに巻き込まれる。争乱を起こした民衆を鎮圧するため、大砲を持ち出した政府であったが、主謀者の一人である、サーカスの綱渡り師のチブールは脱出し、一部の親衛隊の裏切りもあって、まんまと逃走することに成功した。街から無事帰宅し、ことの次第を書き留めようとしたアルネリのところへ、チブールが現れ、アルネリの救援を得ることとなった。
その翌朝、支配者である三人のふとっちょの後継者であるトゥティを、政府を裏切った一部の親衛隊士が襲い、トゥティの大事にしていた人間と等身大の人形を持ち去り、サーベルで突き刺し、破壊した。悲しむトゥティのため、文部大臣の提言で、ふとっちょたちはアルネリに人形の修理を依頼した。
複雑な構造の人形を修理することができず、アルネリは、処罰を覚悟で宮殿に向かったが、人形は途中で馬車から滑り落ち、行方不明になってしまった。人形を捜してさまよったアルネリは、チブールの所属する、知人のサーカスの親方ブリザクのところへと自然に足を向けていた。そこで、アルネリは、人形そっくりの少女、スオクと出会う。そこへ合流したチブールは、アルネリにとある秘策を授ける。
翌朝、人形を修理したアルネリは送り届け、捕縛された革命の主導者の一人、プラスペローの救出作戦が始まった…。

## 登場人物
ガスパル・アルネリ
魔法使いと呼ばれる博物学者。物語の前半の中心人物。
ガニメド
アルネリ博士の家政婦。
プラスペロー
赤毛の武器工人。三人のふとっちょに抵抗すべく、群衆を率いて宮殿内にはいり、捕縛される。15年前から暴動の準備をしていた。
チブール
ブリザクの経営するサーカスの綱渡り師。緑のマントと黄色と黒のトリコを羽織り、市の日の舞台や、日曜日の遊園地などで演じている。プロスペローとともに宮殿内にはいるが、捕縛を免れ、逃亡している。
アウグスト
ブリザクの経営するサーカスの道化師の老人。
スオク
ブリザクの経営するサーカスの女優である、12歳の少女。トゥティの人形とそっくりの容貌を持ち合わせている。物語の後半の中心人物。
三人のふとっちょ（ツリー・トルスチャカー）
国の独裁者である三人の大食漢。パンと石炭と鉄の所有権を保持している。彼らの政権では、富豪や上流階級が優遇されている。
宰相
三人のふとっちょの下で、他の大臣や、元老院とともに政治を取り仕切っている。
トゥティ
12歳の少年。子供のいない、三人のふとっちょたちの「皇太子」。将来、ふとっちょたちの全財産、国の支配権を継承することになっている。
コックたち
三人のふとっちょの宮殿の調理係。祝賀会のためにケーキを作っている。
風船売り
風で風船とともに飛ばされ、宮殿内の厨房へ侵入する。彼の冒険が、その後のチブールたちの役に立つ。
ラピトゥーパ
スペイン人の興業主のもとではたらいている大道芸人の力士。
ボナベントゥーラ男爵
宮廷親衛隊長。人形の修理をアルネリに依頼する。
アン・ドゥ・トロワ
長身のダンスの教師で、三人のふとっちょたちのお気に入り。富豪や上流階級に好意を持ち、スオクたちのことを軽蔑している。
トゥーブ
宮殿内の動物園に捕らわれていた科学者。トゥティの人形の製作者。

## 日本語訳
- 『人形の秘密』西郷竹彦訳、桜井誠、講談社<世界の名作図書館32 >、1964年（ソンマーフェルスト『ラルーの決心』、ガルシン『信号』収録）
- 『三人ふとっちょ』田中泰子訳、赤坂三好絵、学習研究社<少年少女世界・新しい世界の文学15>、1970年
- 『三人のふとっちょ』、長崎訓子訳、古宮路子絵、小学館世界Ｊ文学館、2023年、ASIN B0BVM4S6V3